# كريستينا هيرينغ
كريستينا هيرينغ (بالألمانية: Christina Hering)‏ هي منافسة ألعاب القوى ألمانية، ولدت في 9 أكتوبر 1994 في ميونخ في ألمانيا.

## وصلات خارجية
- كريستينا هيرينغ على موقع الاتحاد الدولي لألعاب القوى (الإنجليزية)
- كريستينا هيرينغ على موقع الاتحاد الأوروبي لألعاب القوى (الإنجليزية)
- كريستينا هيرينغ على موقع الاتحاد الألماني لألعاب القوى (الألمانية)
- كريستينا هيرينغ على موقع الدوري الماسي (الإنجليزية)
- كريستينا هيرينغ على موقع اللجنة الأولمبية الدولية (الإنجليزية)
- كريستينا هيرينغ على موقع أوليمبيديا (الإنجليزية)
- كريستينا هيرينغ على موقع اللجنة الأولمبية الألمانية (الألمانية)